# Ordway
Ordway es un pueblo ubicado en el condado de Crowley en el estado estadounidense de Colorado. En el año 2000 tenía una población de 1248 habitantes y una densidad poblacional de 624 personas por km².

## Geografía
Ordway se encuentra ubicada en las coordenadas 38°13′11″N 103°45′26″O / 38.21972, -103.75722.

## Clima
Ordway, situado a 1314 m s. n. m., tiene un clima semiárido de tipo BSk (estepa fría) de acuerdo a las condiciones del criterio de Köppen modificado.
| Parámetros climáticos promedio de Ordway en el periodo 1981-2010 | Parámetros climáticos promedio de Ordway en el periodo 1981-2010 | Parámetros climáticos promedio de Ordway en el periodo 1981-2010 | Parámetros climáticos promedio de Ordway en el periodo 1981-2010 | Parámetros climáticos promedio de Ordway en el periodo 1981-2010 | Parámetros climáticos promedio de Ordway en el periodo 1981-2010 | Parámetros climáticos promedio de Ordway en el periodo 1981-2010 | Parámetros climáticos promedio de Ordway en el periodo 1981-2010 | Parámetros climáticos promedio de Ordway en el periodo 1981-2010 | Parámetros climáticos promedio de Ordway en el periodo 1981-2010 | Parámetros climáticos promedio de Ordway en el periodo 1981-2010 | Parámetros climáticos promedio de Ordway en el periodo 1981-2010 | Parámetros climáticos promedio de Ordway en el periodo 1981-2010 | Parámetros climáticos promedio de Ordway en el periodo 1981-2010 |
| Mes                                                              | Ene.                                                             | Feb.                                                             | Mar.                                                             | Abr.                                                             | May.                                                             | Jun.                                                             | Jul.                                                             | Ago.                                                             | Sep.                                                             | Oct.                                                             | Nov.                                                             | Dic.                                                             | Anual                                                            |
| ---------------------------------------------------------------- | ---------------------------------------------------------------- | ---------------------------------------------------------------- | ---------------------------------------------------------------- | ---------------------------------------------------------------- | ---------------------------------------------------------------- | ---------------------------------------------------------------- | ---------------------------------------------------------------- | ---------------------------------------------------------------- | ---------------------------------------------------------------- | ---------------------------------------------------------------- | ---------------------------------------------------------------- | ---------------------------------------------------------------- | ---------------------------------------------------------------- |
| Temp. máx. media (°C)                                            | 7.1                                                              | 8.9                                                              | 13.9                                                             | 18.9                                                             | 24.3                                                             | 30.2                                                             | 33.6                                                             | 31.9                                                             | 27.6                                                             | 20.7                                                             | 12.7                                                             | 6.8                                                              | 19.8                                                             |
| Temp. media (°C)                                                 | -1.7                                                             | 0.3                                                              | 5.1                                                              | 9.8                                                              | 15.6                                                             | 21.2                                                             | 24.4                                                             | 23.1                                                             | 18.1                                                             | 11.1                                                             | 3.6                                                              | -1.7                                                             | 10.8                                                             |
| Temp. mín. media (°C)                                            | -10.4                                                            | -8.2                                                             | -3.8                                                             | 0.8                                                              | 7.0                                                              | 12.2                                                             | 15.2                                                             | 14.3                                                             | 8.7                                                              | 1.4                                                              | -5.5                                                             | -10.1                                                            | 1.8                                                              |
| Precipitación total (mm)                                         | 6.6                                                              | 7.4                                                              | 19.8                                                             | 30.0                                                             | 41.7                                                             | 37.3                                                             | 59.2                                                             | 58.2                                                             | 24.1                                                             | 18.8                                                             | 9.4                                                              | 6.4                                                              | 318.0                                                            |
| Fuente: NCDC 1981-2010 Normals                                   |                                                                  |                                                                  |                                                                  |                                                                  |                                                                  |                                                                  |                                                                  |                                                                  |                                                                  |                                                                  |                                                                  |                                                                  |                                                                  |

## Demografía
Según la Oficina del Censo en 2000 los ingresos medios por hogar en la localidad eran de $23 967, y los ingresos medios por familia eran $29 107. Los hombres tenían unos ingresos medios de $25 139 frente a los $26 607 para las mujeres. La renta per cápita para la localidad era de $14 334. Alrededor del 21,4% de la población estaban por debajo del umbral de pobreza.